# Municipio de Provadia
El municipio de Provadia (en búlgaro: Община Провадия) es un municipio búlgaro perteneciente a la provincia de Varna.
En 2011 tiene 22 934 habitantes, el 57,64% búlgaros, el 14,74% gitanos y el 10,54% turcos. La capital municipal es Provadia, donde vive algo más de la mitad de la población municipal.
Se ubica en el oeste de la provincia y su término municipal es limítrofe con la provincia de Shumen.

## Localidades
| Localidad   | Cirílico    | Población (diciembre de 2009) |
| ----------- | ----------- | ----------------------------- |
| Provadia    | Провадия    | 12 901                        |
| Blaskovo    | Блъсково    | 1354                          |
| Bozveliysko | Бозвелийско | 1296                          |
| Barzitsa    | Бързица     | 270                           |
| Chayka      | Чайка       | 94                            |
| Cherkovna   | Черковна    | 240                           |
| Chernook    | Черноок     | 247                           |
| Dobrina     | Добрина     | 256                           |
| Gradinarovo | Градинарово | 801                           |
| Hrabrovo    | Храброво    | 439                           |
| Kiten       | Китен       | 52                            |
| Komarevo    | Комарево    | 463                           |
| Krivnya     | Кривня      | 400                           |
| Manastir    | Манастир    | 563                           |
| Nenovo      | Неново      | 69                            |
| Ovchaga     | Овчага      | 184                           |
| Petrov Dol  | Петров дол  | 344                           |
| Ravna       | Равна       | 179                           |
| Slaveykovo  | Славейково  | 476                           |
| Snezhina    | Снежина     | 570                           |
| Staroselets | Староселец  | 62                            |
| Tutrakantsi | Тутраканци  | 249                           |
| Venchan     | Венчан      | 338                           |
| Zhitnitsa   | Житница     | 950                           |
| Zlatina     | Златина     | 248                           |
| Total       |             | 23 045                        |